# Komplex konjugált

A z komplex szám és konjugáltja ábrázolása a komplex síkon

A matematikában a komplex konjugált egy komplex szám képzetes része előjelének megváltoztatásával képződik. Így a
{\displaystyle z=a+ib\,}
komplex szám (ahol {\displaystyle a} és {\displaystyle b} valós számok) konjugáltja
{\displaystyle {\overline {z}}=a-ib.\,}
A komplex konjugáltat időnként {\displaystyle z^{*}}-gal jelölik. A továbbiakban a jelölés {\displaystyle {\bar {z}}} lesz, hogy elkerülhető legyen egy mátrix adjungáltjával való összecserélés. Megjegyzendő, hogy ha egy komplex számot {\displaystyle 1\times 1}-es vektornak tekintünk, akkor a jelölések megegyeznek.
Például:
- {\displaystyle {\overline {(3-2i)}}=3+2i}
- {\displaystyle {\overline {i}}=-i}
- {\displaystyle {\overline {7}}=7}

A komplex számokat szokásosan a komplex sík egy pontjának fogják fel. A Descartes-féle koordináta-rendszerben az {\displaystyle x}-tengely tartalmazza a valós részt, az {\displaystyle y}-tengely pedig az {\displaystyle i} többszöröseit (tehát az imaginárius részt). Ha a komplex számot a komplex számsíkon képzeljük el, akkor a konjugált az eredeti szám x-tengelyre vett tükörképe.
Polárkoordinátákban az {\displaystyle re^{i\phi }} konjugáltja {\displaystyle re^{-i\phi }}. Ez könnyen igazolható az Euler-formulával.

## Tulajdonságok
Az alábbi tulajdonságok minden {\displaystyle z} és {\displaystyle w} komplex számra igazak:
{\displaystyle {\overline {(z+w)}}={\overline {z}}+{\overline {w}}\!\ }
{\displaystyle {\overline {(zw)}}={\overline {z}}\;{\overline {w}}\!\ }
{\displaystyle {\overline {\left({\frac {z}{w}}\right)}}={\frac {\overline {z}}{\overline {w}}}} , ha {\displaystyle w} nem nulla
{\displaystyle {\overline {z}}=z\!\ } akkor és csakis akkor, ha {\displaystyle z} valós
{\displaystyle \left|{\overline {z}}\right|=\left|z\right|}
{\displaystyle {\left|z\right|}^{2}=z{\overline {z}}}
{\displaystyle z^{-1}={\frac {\overline {z}}{{\left|z\right|}^{2}}}}, ha {\displaystyle z} nem nulla
Ha {\displaystyle p(x)} valós együtthatós polinom, és {\displaystyle p(z)=0}, akkor {\displaystyle p({\overline {z}})=0} is teljesül. Így valós együtthatós polinomok nem-valós komplex gyökei konjugált párokat alkotnak.
A komplex számokból komplex számokba képező {\displaystyle z\mapsto {\overline {z}}} függvény folytonos. Noha igen egyszerű, nem analitikus, mert orientációfordító, míg az analitikus függvények lokálisan orientációtartók. Mivel bijektív és megőrzi a műveleteket, a komplex számtest automorfizmusa. Mivel a valós számokat fixen hagyja, a {\displaystyle \mathbb {C} /\mathbb {R} } testbővítés Galois-csoportjának eleme. {\displaystyle \mathbb {C} }-nek pontosan két olyan automorfizmusa van, ami a valósokat fixen hagyja: az identitás és a konjugálás, azaz az említett Galois-csoport kételemű.

## Általánosítás
Általában, egy {\displaystyle F} test feletti algebrai {\displaystyle \alpha } elem konjugáltjainak {\displaystyle \alpha }
kanonikus polinomjának gyökeit nevezzük. (A kanonikus polinom az a legalacsonyabb fokú, 1 főegyütthatós polinom, aminek {\displaystyle \alpha } gyöke.) Ez valóban általánosítja definíciónkat, hiszen az {\displaystyle a+bi} nemvalós komplex szám kanonikus polinomja
Ha {\displaystyle \alpha } algebrai {\displaystyle F} felett, kanonikus polinomja elsőfokú faktorokra esik szét a felbontási testben:
ahol {\displaystyle \alpha _{1}=\alpha }.
A felbontási test {\displaystyle F}-et fixen hagyó automorfizmusai megkaphatók az {\displaystyle \alpha \mapsto \alpha _{i}} leképezések segítségével ({\displaystyle i=1,\dots ,n}).

## Fordítás
Ez a szócikk részben vagy egészben  a   Complex conjugate című angol Wikipédia-szócikk fordításán alapul.  Az eredeti cikk szerkesztőit annak laptörténete sorolja fel. Ez a jelzés csupán a megfogalmazás eredetét és a szerzői jogokat jelzi, nem szolgál a cikkben szereplő információk forrásmegjelöléseként.